# Mantrijeron (plaats)
Mantrijeron is een bestuurslaag in het regentschap Jogjakarta van de provincie Jogjakarta, Indonesië. Mantrijeron telt 8719 inwoners (volkstelling 2010).